# 非洲猛犸
非洲猛獁（學名：Mammuthus africanavus，意即“非洲始祖猛犸”），是最古老的猛犸之一，它第一次出現大概是在300萬年前的上新世末期。其化石在乍得、摩洛哥、突尼斯和利比亞都有發現。它可能是南方猛犸的祖先。非洲猛犸的象牙比其他種類的猛犸分得更開，據推測這可能是猛犸進化的盡頭。